# Freestyle-Skiing-Weltcup 1993/94
Die Saison 1993/94 war die 15. Saison des von der Fédération Internationale de Ski (FIS) veranstalteten Freestyle-Skiing-Weltcups. Sie begann am 10. Dezember 1993 in Tignes und endete am 13. März 1994 in Meiringen-Hasliberg. Ausgetragen wurden Wettbewerbe in den Disziplinen Aerials (Springen), Moguls (Buckelpiste), Ballett und in der Kombination.
Höhepunkt der Saison waren die Olympischen Winterspiele 1994 in Lillehammer.

## Männer

### Weltcupwertungen
| Rang | Name              | Punkte |
| ---- | ----------------- | ------ |
| 1.   | Sergei Schuplezow | 158    |
| 2.   | David Belhumeur   | 126    |
| 3.   | Trace Worthington | 116    |
| 4.   | Darcy Downs       | 116    |
| 5.   | Fabrice Becker    | 98     |
| 6.   | Edgar Grospiron   | 98     |
| 7.   | Heini Baumgartner | 96     |
| 8.   | Rune Kristiansen  | 95     |
| 9.   | Jean-Luc Brassard | 93     |
| 10.  | Philippe Laroche  | 93     |

| Rang | Name                 | Punkte |
| ---- | -------------------- | ------ |
| 1.   | Philippe Laroche     | 744    |
| 2.   | Lloyd Langlois       | 680    |
| 3.   | Nicolas Fontaine     | 672    |
| 4.   | Trace Worthington    | 668    |
| 5.   | Christian Rijavec    | 652    |
| 6.   | Andy Capicik         | 616    |
| 7.   | Kris Feddersen       | 612    |
| 8.   | Andreas Schönbächler | 556    |
| 9.   | Sébastien Foucras    | 552    |
| 10.  | Eric Bergoust        | 532    |

| Rang | Name              | Punkte |
| ---- | ----------------- | ------ |
| 1.   | Edgar Grospiron   | 780    |
| 2.   | Sergei Schuplezow | 748    |
| 3.   | Jean-Luc Brassard | 744    |
| 4.   | Olivier Cotte     | 648    |
| 5.   | Sean Smith        | 524    |
| 6.   | Jörgen Pääjärvi   | 520    |
| 7.   | Dominick Gauthier | 512    |
| 8.   | Bruno Bertrand    | 492    |
| 9.   | John Smart        | 464    |
| 10.  | Troy Benson       | 440    |

| Rang | Name              | Punkte |
| ---- | ----------------- | ------ |
| 1.   | Fabrice Becker    | 788    |
| 2.   | Heini Baumgartner | 768    |
| 3.   | Rune Kristiansen  | 760    |
| 4.   | Ian Edmondson     | 712    |
| 5.   | Armin Weiß        | 664    |
| 6.   | Steven Roxberg    | 564    |
| 7.   | Simen Andresen    | 560    |
| 8.   | Jason Bodnar      | 552    |
| 9.   | Konrad Hilpert    | 532    |
| 10.  | Matt Christensen  | 508    |

| Rang | Name              | Punkte |
| ---- | ----------------- | ------ |
| 1.   | David Belhumeur   | 588    |
| 2.   | Sergei Schuplezow | 580    |
| 3.   | Darcy Downs       | 568    |
| 4.   | Rick Moseley      | 540    |
| 5.   | Jonny Moseley     | 540    |
| 6.   | Trace Worthington | 200    |

### Podestplätze

#### Moguls
| Datum             | Ort                 | Disz. | 1. Platz          | 2. Platz          | 3. Platz          |
| ----------------- | ------------------- | ----- | ----------------- | ----------------- | ----------------- |
| 11. Dezember 1993 | Tignes              | MO    | Thony Hemery      | Olivier Cotte     | Edgar Grospiron   |
| 21. Dezember 1993 | La Plagne           | MO    | Pierre Forget     | Olivier Cotte     | Bruno Bertrand    |
| 8. Januar 1994    | Blackcomb           | MO    | Sergei Schuplezow | Jean-Luc Brassard | Marc McDonell     |
| 15. Januar 1994   | Breckenridge        | MO    | Edgar Grospiron   | Sergei Schuplezow | Sean Smith        |
| 21. Januar 1994   | Lake Placid         | MO    | Edgar Grospiron   | Jean-Luc Brassard | Jörgen Pääjärvi   |
| 29. Januar 1994   | Le Relais           | MO    | Jean-Luc Brassard | Olivier Allamand  | Edgar Grospiron   |
| 3. Februar 1994   | La Clusaz           | MO    | Edgar Grospiron   | Jean-Luc Brassard | Thony Hemery      |
| 8. Februar 1994   | Hundfjället         | MO    | Edgar Grospiron   | Olivier Cotte     | Sergei Schuplezow |
| 4. März 1994      | Zauchensee          | MO    | Jean-Luc Brassard | Sergei Schuplezow | Edgar Grospiron   |
| 6. März 1994      | Kirchberg           | MO    | Edgar Grospiron   | Sergei Schuplezow | Troy Benson       |
| 12. März 1994     | Meiringen-Hasliberg | MO    | Sergei Schuplezow | Edgar Grospiron   | Troy Benson       |

#### Aerials
| Datum             | Ort                 | Disz. | 1. Platz          | 2. Platz             | 3. Platz             |
| ----------------- | ------------------- | ----- | ----------------- | -------------------- | -------------------- |
| 12. Dezember 1993 | Tignes              | AE    | Trace Worthington | Andreas Schönbächler | Christian Rijavec    |
| 16. Dezember 1993 | Piancavallo         | AE    | Nicolas Fontaine  | Christian Rijavec    | Eric Bergoust        |
| 9. Januar 1994    | Blackcomb           | AE    | Nicolas Fontaine  | Christian Rijavec    | Philippe Laroche     |
| 16. Januar 1994   | Breckenridge        | AE    | Philippe Laroche  | Lloyd Langlois       | Andreas Schönbächler |
| 22. Januar 1994   | Lake Placid         | AE    | Jean-Marc Bacquin | Lloyd Langlois       | Trace Worthington    |
| 23. Januar 1994   | Lake Placid         | AE    | Sébastien Foucras | Mats Johansson       | Kip Griffin          |
| 30. Januar 1994   | Le Relais           | AE    | Philippe Laroche  | Ray Fuerst           | Kris Feddersen       |
| 4. Februar 1994   | La Clusaz           | AE    | Lloyd Langlois    | Andreas Schönbächler | Philippe Laroche     |
| 9. Februar 1994   | Hundfjället         | AE    | Philippe Laroche  | Nicolas Fontaine     | Sébastien Foucras    |
| 5. März 1994      | Zauchensee          | AE    | Kris Feddersen    | Trace Worthington    | Andy Capicik         |
| 13. März 1994     | Meiringen-Hasliberg | AE    | Eric Bergoust     | Lloyd Langlois       | Andy Capicik         |

#### Ballett
| Datum             | Ort                 | Disz. | 1. Platz          | 2. Platz          | 3. Platz          |
| ----------------- | ------------------- | ----- | ----------------- | ----------------- | ----------------- |
| 10. Dezember 1993 | Tignes              | AC    | Fabrice Becker    | Heini Baumgartner | Roberto Franco    |
| 14. Dezember 1993 | Piancavallo         | AC    | Fabrice Becker    | Rune Kristiansen  | Heini Baumgartner |
| 20. Dezember 1993 | La Plagne           | AC    | Heini Baumgartner | Fabrice Becker    | Steven Roxberg    |
| 7. Januar 1994    | Blackcomb           | AC    | Fabrice Becker    | Heini Baumgartner | Ian Edmondson     |
| 14. Januar 1994   | Breckenridge        | AC    | Heini Baumgartner | Ian Edmondson     | Fabrice Becker    |
| 20. Januar 1994   | Lake Placid         | AC    | Rune Kristiansen  | Fabrice Becker    | Heini Baumgartner |
| 28. Januar 1994   | Le Relais           | AC    | Fabrice Becker    | Rune Kristiansen  | Ian Edmondson     |
| 2. Februar 1994   | La Clusaz           | AC    | Heini Baumgartner | Fabrice Becker    | Armin Weiß        |
| 7. Februar 1994   | Hundfjället         | AC    | Rune Kristiansen  | Fabrice Becker    | Heini Baumgartner |
| 3. März 1994      | Zauchensee          | AC    | Fabrice Becker    | Rune Kristiansen  | Heini Baumgartner |
| 11. März 1994     | Meiringen-Hasliberg | AC    | Rune Kristiansen  | Fabrice Becker    | Heini Baumgartner |

#### Kombination
| Datum             | Ort                 | Disz. | 1. Platz          | 2. Platz          | 3. Platz          |
| ----------------- | ------------------- | ----- | ----------------- | ----------------- | ----------------- |
| 12. Dezember 1993 | Tignes              | CO    | Trace Worthington | Sergei Schuplezow | Jonny Moseley     |
| 9. Januar 1994    | Blackcomb           | CO    | David Belhumeur   | Sergei Schuplezow | Rick Moseley      |
| 16. Januar 1994   | Breckenridge        | CO    | Darcy Downs       | Sergei Schuplezow | David Belhumeur   |
| 23. Januar 1994   | Lake Placid         | CO    | Darcy Downs       | David Belhumeur   | Sergei Schuplezow |
| 30. Januar 1994   | Le Relais           | CO    | David Belhumeur   | Jonny Moseley     | Rick Moseley      |
| 4. Februar 1994   | La Clusaz           | CO    | Darcy Downs       | David Belhumeur   | Rick Moseley      |
| 9. Februar 1994   | Hundfjället         | CO    | David Belhumeur   | Sergei Schuplezow | Darcy Downs       |
| 5. März 1994      | Zauchensee          | CO    | Trace Worthington | Sergei Schuplezow | David Belhumeur   |
| 13. März 1994     | Meiringen-Hasliberg | CO    | Sergei Schuplezow | David Belhumeur   | Jonny Moseley     |

## Frauen

### Weltcupwertungen
| Rang | Name                 | Punkte |
| ---- | -------------------- | ------ |
| 1.   | Kristean Porter      | 156    |
| 2.   | Natalja Orechowa     | 154    |
| 3.   | Katherina Kubenk     | 140    |
| 4.   | Maja Schmid          | 136    |
| 5.   | Donna Weinbrecht     | 100    |
| 6.   | Ellen Breen          | 99     |
| 7.   | Lina Cheryazova      | 99     |
| 8.   | Oxana Kuschtschenko  | 96     |
| 9.   | Cathy Féchoz         | 96     |
| 10.  | Stine Lise Hattestad | 94     |

| Rang | Name              | Punkte |
| ---- | ----------------- | ------ |
| 1.   | Lina Cheryazova   | 792    |
| 2.   | Colette Brand     | 720    |
| 3.   | Nikki Stone       | 688    |
| 4.   | Marie Lindgren    | 656    |
| 5.   | Kristean Porter   | 636    |
| 6.   | Natalja Orechowa  | 596    |
| 7.   | Jacqui Cooper     | 556    |
| 8.   | Hilde Synnøve Lid | 536    |
| 9.   | Maja Schmid       | 512    |
| 10.  | Elfie Simchen     | 512    |

| Rang | Name                     | Punkte |
| ---- | ------------------------ | ------ |
| 1.   | Donna Weinbrecht         | 800    |
| 2.   | Stine Lise Hattestad     | 756    |
| 3.   | Candice Gilg             | 704    |
| 4.   | Tatjana Mittermayer      | 704    |
| 5.   | Raphaëlle Monod          | 644    |
| 6.   | Ann Battelle             | 632    |
| 7.   | Jelisaweta Koschewnikowa | 580    |
| 8.   | Liz McIntyre             | 568    |
| 9.   | Bronwen Thomas           | 560    |
| 10.  | Petra Moroder            | 528    |

| Rang | Name                | Punkte |
| ---- | ------------------- | ------ |
| 1.   | Ellen Breen         | 792    |
| 2.   | Oxana Kuschtschenko | 764    |
| 3.   | Cathy Féchoz        | 764    |
| 4.   | Annika Johansson    | 704    |
| 5.   | Jeannette Witte     | 632    |
| 6.   | Kristean Porter     | 612    |
| 7.   | Natalja Orechowa    | 588    |
| 8.   | Lara Rosenbaum      | 576    |
| 9.   | Raquel Gutiérrez    | 540    |
| 10.  | Katherina Kubenk    | 524    |

| Rang | Name             | Punkte |
| ---- | ---------------- | ------ |
| 1.   | Maja Schmid      | 684    |
| 2.   | Katherina Kubenk | 680    |
| 3.   | Natalja Orechowa | 672    |
| 4.   | Lisa Hauser      | 528    |
| 5.   | Kristean Porter  | 196    |

### Podestplätze

#### Moguls
| Datum             | Ort                 | Disz. | 1. Platz             | 2. Platz             | 3. Platz             |
| ----------------- | ------------------- | ----- | -------------------- | -------------------- | -------------------- |
| 11. Dezember 1993 | Tignes              | MO    | Donna Weinbrecht     | Candice Gilg         | Silvia Marciandi     |
| 21. Dezember 1993 | La Plagne           | MO    | Donna Weinbrecht     | Silvia Marciandi     | Stine Lise Hattestad |
| 8. Januar 1994    | Blackcomb           | MO    | Donna Weinbrecht     | Tatjana Mittermayer  | Lisa Dowling         |
| 15. Januar 1994   | Breckenridge        | MO    | Donna Weinbrecht     | Tatjana Mittermayer  | Liz McIntyre         |
| 21. Januar 1994   | Lake Placid         | MO    | Donna Weinbrecht     | Stine Lise Hattestad | Liz McIntyre         |
| 29. Januar 1994   | Le Relais           | MO    | Donna Weinbrecht     | Candice Gilg         | Stine Lise Hattestad |
| 3. Februar 1994   | La Clusaz           | MO    | Candice Gilg         | Raphaëlle Monod      | Petra Moroder        |
| 8. Februar 1994   | Hundfjället         | MO    | Stine Lise Hattestad | Donna Weinbrecht     | Raphaëlle Monod      |
| 4. März 1994      | Zauchensee          | MO    | Ljudmila Dymtschenko | Stine Lise Hattestad | Donna Weinbrecht     |
| 6. März 1994      | Kirchberg           | MO    | Donna Weinbrecht     | Stine Lise Hattestad | Candice Gilg         |
| 12. März 1994     | Meiringen-Hasliberg | MO    | Donna Weinbrecht     | Stine Lise Hattestad | Candice Gilg         |

#### Aerials
| Datum             | Ort                 | Disz. | 1. Platz        | 2. Platz         | 3. Platz         |
| ----------------- | ------------------- | ----- | --------------- | ---------------- | ---------------- |
| 12. Dezember 1993 | Tignes              | AE    | Lina Cheryazova | Sonja Reichart   | Caroline Olivier |
| 16. Dezember 1993 | Piancavallo         | AE    | Colette Brand   | Lina Cheryazova  | Kristean Porter  |
| 22. Dezember 1993 | La Plagne           | AE    | Colette Brand   | Lina Cheryazova  | Stacey Blumer    |
| 9. Januar 1994    | Blackcomb           | AE    | Elfie Simchen   | Nikki Stone      | Marie Lindgren   |
| 16. Januar 1994   | Breckenridge        | AE    | Lina Cheryazova | Colette Brand    | Natalja Orechowa |
| 22. Januar 1994   | Lake Placid         | AE    | Lina Cheryazova | Nikki Stone      | Marie Lindgren   |
| 30. Januar 1994   | Le Relais           | AE    | Lina Cheryazova | Natalja Orechowa | Nikki Stone      |
| 4. Februar 1994   | La Clusaz           | AE    | Lina Cheryazova | Kirstie Marshall | Jilly Curry      |
| 9. Februar 1994   | Hundfjället         | AE    | Lina Cheryazova | Colette Brand    | Marie Lindgren   |
| 5. März 1994      | Zauchensee          | AE    | Marie Lindgren  | Caroline Olivier | Lina Cheryazova  |
| 13. März 1994     | Meiringen-Hasliberg | AE    | Colette Brand   | Caroline Olivier | Lina Cheryazova  |

#### Ballett
| Datum             | Ort                 | Disz. | 1. Platz            | 2. Platz            | 3. Platz            |
| ----------------- | ------------------- | ----- | ------------------- | ------------------- | ------------------- |
| 10. Dezember 1993 | Tignes              | AC    | Oxana Kuschtschenko | Ellen Breen         | Natalja Orechowa    |
| 14. Dezember 1993 | Piancavallo         | AC    | Jelena Batalowa     | Ellen Breen         | Jeannette Witte     |
| 20. Dezember 1993 | La Plagne           | AC    | Ellen Breen         | Cathy Féchoz        | Oxana Kuschtschenko |
| 7. Januar 1994    | Blackcomb           | AC    | Ellen Breen         | Oxana Kuschtschenko | Kristean Porter     |
| 14. Januar 1994   | Breckenridge        | AC    | Ellen Breen         | Oxana Kuschtschenko | Cathy Féchoz        |
| 20. Januar 1994   | Lake Placid         | AC    | Cathy Féchoz        | Oxana Kuschtschenko | Ellen Breen         |
| 28. Januar 1994   | Le Relais           | AC    | Ellen Breen         | Oxana Kuschtschenko | Cathy Féchoz        |
| 2. Februar 1994   | La Clusaz           | AC    | Ellen Breen         | Oxana Kuschtschenko | Jeannette Witte     |
| 7. Februar 1994   | Hundfjället         | AC    | Ellen Breen         | Cathy Féchoz        | Oxana Kuschtschenko |
| 3. März 1994      | Zauchensee          | AC    | Cathy Féchoz        | Jelena Batalowa     | Ellen Breen         |
| 11. März 1994     | Meiringen-Hasliberg | AC    | Cathy Féchoz        | Ellen Breen         | Jelena Batalowa     |

#### Kombination
| Datum             | Ort                 | Disz. | 1. Platz         | 2. Platz         | 3. Platz         |
| ----------------- | ------------------- | ----- | ---------------- | ---------------- | ---------------- |
| 12. Dezember 1993 | Tignes              | CO    | Katherina Kubenk | Natalja Orechowa | Maja Schmid      |
| 22. Dezember 1993 | La Plagne           | CO    | Katherina Kubenk | Natalja Orechowa | Maja Schmid      |
| 9. Januar 1994    | Blackcomb           | CO    | Katherina Kubenk | Natalja Orechowa | Maja Schmid      |
| 16. Januar 1994   | Breckenridge        | CO    | Natalja Orechowa | Maja Schmid      | Katherina Kubenk |
| 23. Januar 1994   | Lake Placid         | CO    | Maja Schmid      | Katherina Kubenk | Natalja Orechowa |
| 30. Januar 1994   | Le Relais           | CO    | Natalja Orechowa | Maja Schmid      | Katherina Kubenk |
| 4. Februar 1994   | La Clusaz           | CO    | Maja Schmid      | –                | –                |
| 9. Februar 1994   | Hundfjället         | CO    | Katherina Kubenk | Maja Schmid      | Natalja Orechowa |
| 5. März 1994      | Zauchensee          | CO    | Maja Schmid      | Kristean Porter  | Natalja Orechowa |
| 13. März 1994     | Meiringen-Hasliberg | CO    | Kristean Porter  | Maja Schmid      | Natalja Orechowa |